# Harrison Afful
Harrison Afful (* 24. Juni 1986 in Kumasi) ist ein ghanaischer Fußballspieler. Der Abwehrspieler spielt in der Major League Soccer.

## Karriere

### Verein
Afful spielte während seiner Jugendzeit unter anderem auf der Feyenoord Academy, einer Jugendfußball-Akademie von Feyenoord Rotterdam in Ghana. 2007 wurde er an den ghanaischen Klub Asante Kotoko ausgeliehen und gewann 2008 die Landesmeisterschaft. Im Sommer 2008 absolvierte Afful Probetrainings bei Feyenoord Rotterdam und KV Mechelen, erhielt aber kein Vertragsangebot. Mit Espérance Tunis wurde er 2010, 2011, 2012 und 2014 tunesischer Meister. Zudem erreichte er mit Espérance auch dreimal in Folge das Finale der afrikanischen Champions League, den Titel gewann man aber nur 2011, dank eines Tores von Harrison Afful. Nach seinem Wechsel in die USA zu Columbus Crew, wo er bis Ende 2021 unter Vertrag stand, konnte er diesen Erfolgen die Gewinne des MLS-Cups (2020) und des Campeones Cups (2021) anfügen. Afful wechselte zu Charlotte FC.

### Nationalmannschaftskarriere
Im Dezember 2007 wurde er überraschend in das Aufgebot Ghanas für den Afrika-Cup 2008 im eigenen Land nominiert. Er gab sein Länderspieldebüt während des Turniers im siegreichen Spiel um Platz drei als später Einwechselspieler. In der Qualifikation zur WM 2010 und zum Afrika-Cup 2010 gehört er zum Stammpersonal. Noch drei Mal nahm er an diesem Wettbewerb teil, wie 2014 auch an der Fußball-Weltmeisterschaft, bei der er in zwei Spielen zum Einsatz kam. Bis 2018 bestritt er 83 Spiele im Nationaldress.